# Al-Jazeera SC Hasakah
O Al-Jazeera Sports Club é um clube de futebol com sede em Al-Hasakah, Síria. A equipe compete no Campeonato Sírio de Futebol.

## História
O clube foi fundado em 1941.